# Mongolosaurus haplodon
Il mongolosauro (Mongolosaurus haplodon Gilmore, 1933) è un dinosauro erbivoro appartenente ai sauropodi. Visse nel Cretacico inferiore (tra Berriasiano e Albiano, circa 145,5-99,7 milioni di anni fa). I suoi resti fossili sono stati ritrovati in Cina, nella Mongolia Interna.

## Descrizione
Questo dinosauro è conosciuto solo per frammenti fossili, che includono alcuni denti di forma insolita, alcune vertebre cervicali e una scatola cranica parziale. Una ricostruzione dettagliata è quindi impossibile, ma è certo che Mongolosaurus era un sauropode di grosse dimensioni, e che possedesse come tutti i sauropodi collo e coda lunghi e un corpo voluminoso sorretto da arti colonnari. I denti erano di forma unica rispetto a quelli degli altri sauropodi: erano sottili, cilindrici e convessi su entrambe le superfici della corona, che terminava in una punta leggermente ottusa. Erano presenti carene su ciascun lato dei denti, e si estendevano fino all'apice della corona. Alcuni denti mostrano una carena leggermente seghettata. Le spine neurali erano divise, mentre l'osso basioccipitale è stato descritto come più corto di quello di Camarasaurus e Brachiosaurus.

## Classificazione
Mongolosaurus è stato descritto per la prima volta sulla base di un singolo dente (da qui l'epiteto specifico haplodon, che significa "dente singolo") rinvenuto nel 1928 durante una spedizione capitanata da Roy Chapman Andrews dell'American Museum of Natural History, nella formazione On Gong nella Mongolia Interna; il nome è stato dato da Charles Whitney Gilmore nel 1933. Successivamente, nella stessa zona, furono rinvenuti altri denti simili associati a poche ossa (tre vertebre cervicali parziali e un basioccipitale). Non è chiaro quale fosse il gruppo di sauropodi a cui apparteneva Mongolosaurus; nel corso degli anni questo dinosauro è stato avvicinato ai diplodocidi, ai titanosauri, agli euelopodidi e addirittura (anche se non ufficialmente) ai terizinosauri (un gruppo di dinosauri teropodi dalle caratteristiche insolite). Attualmente è ritenuto un rappresentante dei titanosauri, il gruppo di sauropodi più diffuso del Cretaceo; all'interno di questo gruppo, Mongolosaurus era forse affine alla famiglia dei nemegtosauridi (Mannion, 2010).